# Miguel Delibes
Miguel Delibes (n. 17 octombrie 1920, Valladolid, Castilia și León, Spania – d. 12 martie 2010, Valladolid, Castilia și León, Spania) a fost un romancier spaniol, membru al Real Academia Española. Delibes a studiat dreptul și economia, ocupând din 1945 postul de profesor de drept comercial în cadrul Universității Valladolid și activând simultan ca jurnalist.

## Biografie
S-a născut la Valladolid pe 17 octombrie 1920 și a murit pe 12 martie 2010  în acelasi oraș. A studiat Drept și Comerț și apoi a fost profesor de Drept Comercial și ziarist. A condus ziarul „El Norte de Castilla” („Nordul Castiliei”) din 1958 până în 1963. Debutul său literar s-a produs prin romanul „La sombra del ciprés es alargada” („Umbra chiparosului e alungită”), pentru care a primit premiul Nadal.
În „El camino” („Drumul”), din 1950, narează procesul prin care trece un copil care de-abia a început să experimenteze viața, în fața amenințării de a părăsi satul și a se muta la oraș.
În 1953 a publicat „Mi idolatrado hijo Sisí”, roman în care abordează viața burgheziei de provincie, într-un oraș ce seamănă cu Valladolid-ul său natal. A publicat de asemenea nuvela „El Loco”.
Alte romane ale lui Delibes sunt : „La hoja roja” (1959), operă de caracter existențialist, în care un fotograf, aflat în pragul pensionării, își rememorează viața; „Las ratas” (1962), operă având la bază o serie de anecdote autobiografice, în care se evocă atmosfera unui sat castilian dispărut; și în primul rând „Cinco horas con Mario” (1966), considerat capodopera sa, un lung monolog a lui Carmen, o burgheză de dreapta și mentalitate foarte închisă, susținut în fața cadavrului lui Mario, profesor de liceu cu viziuni de stânga, din cauza cărora a petrecut mult timp în închisoare pe vremea lui Franco. Dincolo de conținutul existențialist, romanul constituie și o satirizare a clasei de mijloc apărute în urma măsurilor economice ale lui Franco.
Pe de altă parte, există un grup de romane dedicat unei pasiuni a scriitorului, vânătoarea, unite prin personajul unui asistent de liceu pasionat de acest sport, care apoi emigrează în Chile și în final se pensionează. Aceste romane alcătuiesc trilogia : „Diario de un cazador” (1955), pentru care a primit Premiul Național de Literatură, „Diario de un emigrante” (1968) și „Diario de un jubilado” (1996), și păstrează limbajul cast și precis, specific autorului.
În 1969 a publicat un roman care s-a îndepărtat de tematica sa abituală : „Parábola del náufrago”, inspirat din evenimentele Primăverii de la Praga.
În 1973 a fost ales membru al Real Academia Española. În noiembrie 1974 a murit soția sa Ángeles, determinându-l pe scriitor să intre într-o perioadă de trei ani de depresie. A publicat totuși în 1975 o operă scrisă anterior, „Las guerras de nuestros antepasados”. În aceste condiții și-a rostit discursul de intrare în Academie pe 25 mai 1975, „El sentido del progreso desde mi obra” („Sensul progresului din opera mea”). A publicat romanul „El disputado voto del señor Cayo” în 1978 și discursul rostit la Academie a fost publicat în 1979 sub titlul „Un mundo que agoniza” („O lume ce agonizează”).
În 1982 a publicat „Los santos inocentes”, o nuvelă poetică (autorul a suprimat până și punctul, pentru a menține ritmul) care prezintă viața unor oameni născuți și obligați să muncească gratis într-un latifundiu din sudul Spaniei, fără drept la educație și la nici un fel de emancipare. Nuvela este concepută pentru a îi introduce pe cititori în acea lume cvasifeudală, scopul creștinului Delibes fiind cel de a stârni compasiune, și nu milă, pentru acele ființe care păstrau relații deosebite cu Natura și calități umane originare, nealterate de contactul cu civilizația contemporană, spre deosebire de proprietarii latifundiului. Conform autorului, opera apelează mai mult unei conștiințe creștine decât uneia marxiste. Mario Camus a produs o ecranizare de succes a nuvelei.
Printre ultimele sale creații se numără „Cartas de amor de un sexagenario voluptuoso” (1983), „377A, Madera de héroe” (1987), precum și „Señora de rojo sobre fondo gris” („Doamnă în roșu pe fond gri”) (1991), în care evocă figura soției sale. Mai recent a publicat „El hereje” (1998), un roman istoric bazat pe persecutarea luteranilor din Valladolid de către Inchiziția spaniolă în secolul XVI. Opera reprezintă o pledoarie în favoarea libertății religioase, iar autorul dedică opera „orașului meu”, Valladolid. Pentru această carte a obținut din nou Premiul Național de Literatură, în 1999.
Miguel Delibes este de asemenea autorul unor povestiri scurte precum cele incluse în „Siestas con viento sur” (1957), pentru care a primit premiul Fastenrath, sau în „Viejas historias de Castilla la Vieja”.
În anul 2000, Consiliul din Castilla y León a propus candidatura lui Delibes pentru premiul Nobel, candidatură susținută de entități intelectuale și culturale spaniole și internaționale.
Consiliul director al SGAE (Societatea Generală a Autorilor și Editorilor) a propus Academiei Suedeze numele scriitorilor Miguel Delibes, Francisco Ayala și Ernesto Sábato ca și candidați pentru obținerea premiului Nobel în 2007.